# Oberpreuschwitz

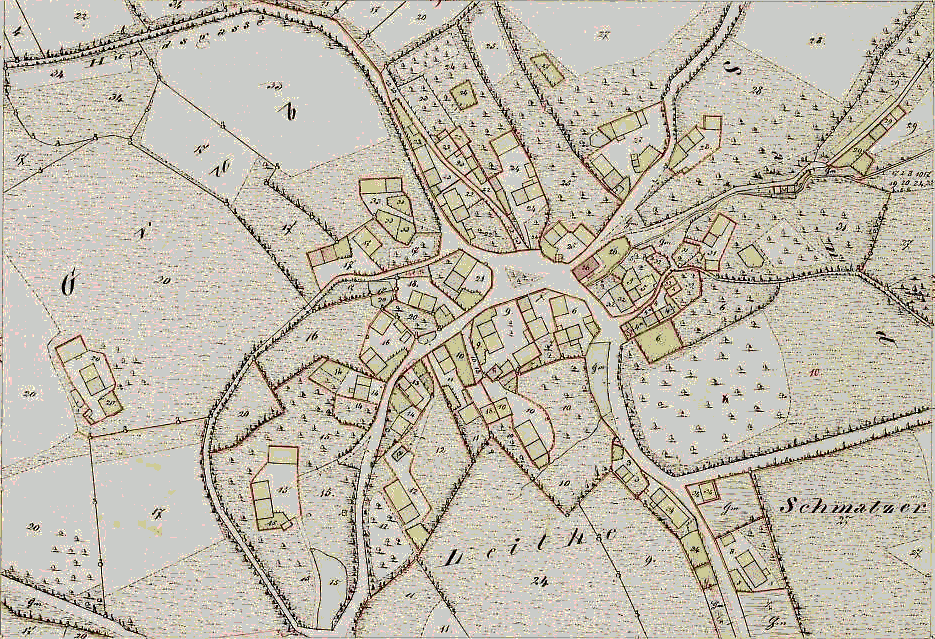
Ortsplan von Oberpreuschwitz 1850

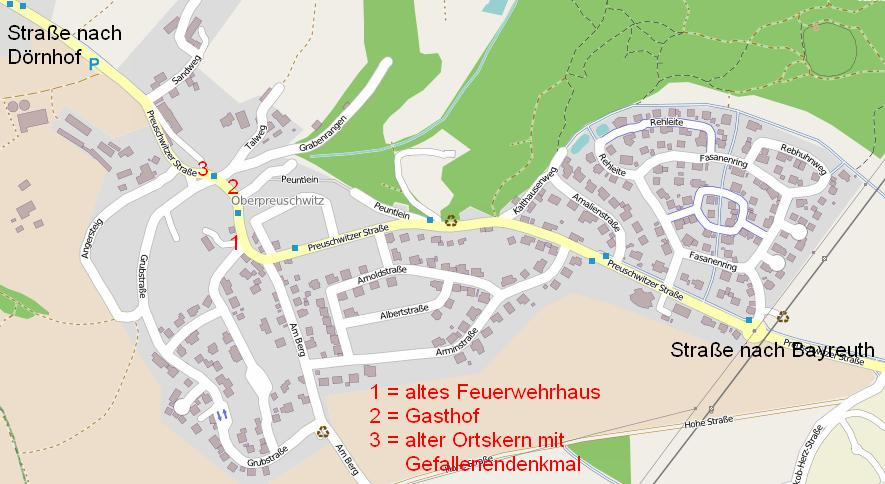
Ortsplan von Oberpreuschwitz 2012

Oberpreuschwitz ist ein Stadtteil und der 38. Distrikt der kreisfreien Stadt Bayreuth im bayerischen Regierungsbezirk Oberfranken. Die Gemarkung Oberpreuschwitz hat eine Fläche von 5,329 km². Sie ist in 1171 Flurstücke aufgeteilt, die eine durchschnittliche Flurstücksfläche von 4550,80 m² haben. In ihr liegen neben dem namensgebenden Ort die Gemeindeteile Dörnhof, Teufelsgraben, Unterpreuschwitz und Wiesen.

## Lage
Der Dorfkern von Oberpreuschwitz liegt westlich der Stadt im Tal und an den Talhängen des 4,7 Kilometer langen Rotmainzuflusses Preuschwitzerin. Auf den angrenzenden Hochflächen entstanden Neubaugebiete.

## Name
Der Name gilt, wie die übrigen auf -itz endenden Namen im Bayreuther Raum, als slawischen Ursprungs.

## Geschichte

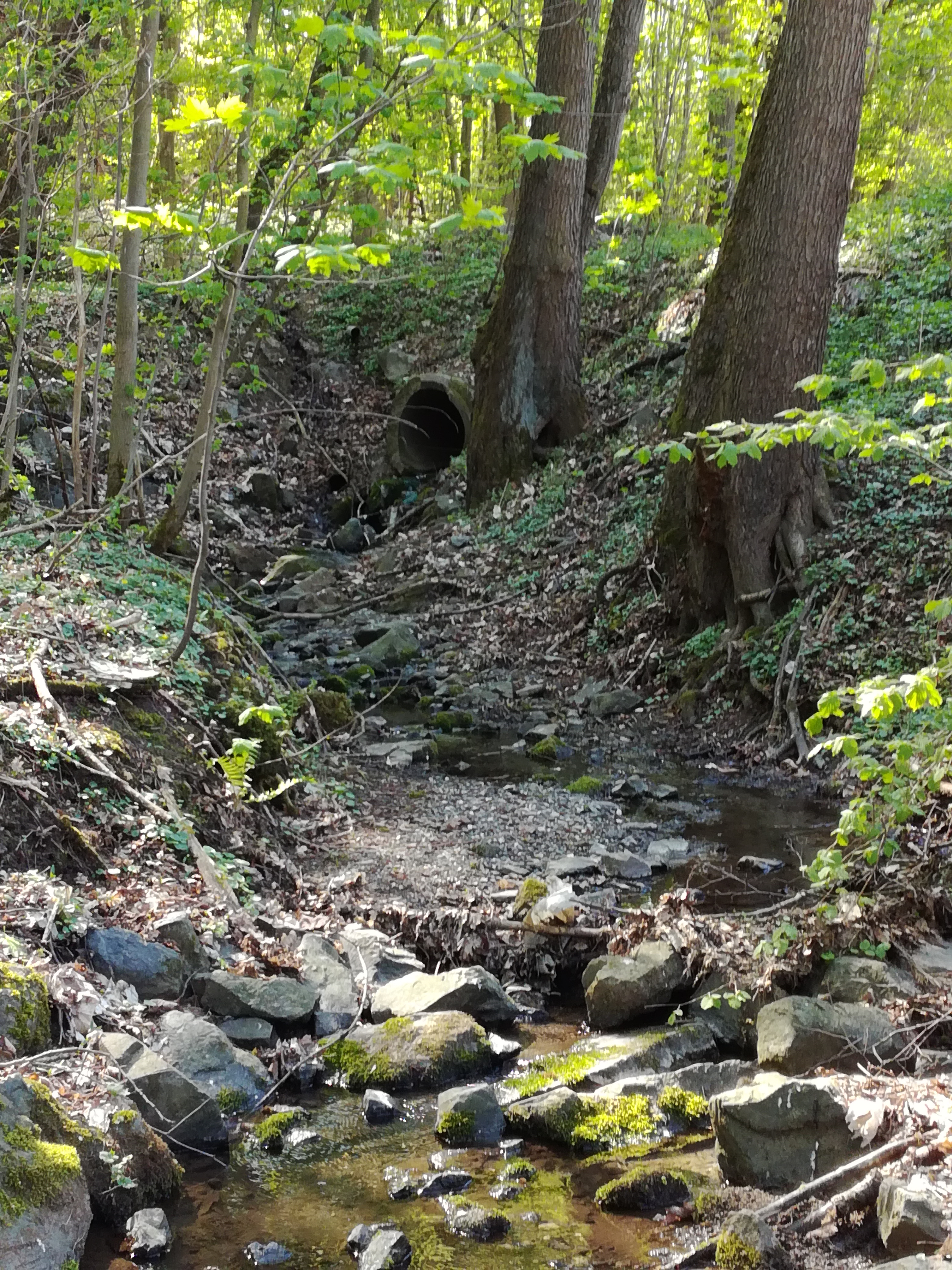
Der Bach Preuschwitzerin ist unter dem Ortskern verrohrt

Im Giechburgvertrag von 1149 ist „Eberhard de Briscwizze“ erwähnt. Briscwizze ist vermutlich mit dem heutigen Oberpreuschwitz identisch.
Gegen Ende des 18. Jahrhunderts gab es in Oberpreuschwitz 29 Anwesen. Die Hochgerichtsbarkeit stand dem bayreuthischen Stadtvogteiamt Bayreuth zu. Die Dorf- und Gemeindeherrschaft hatte das Hofkastenamt Bayreuth. Grundherren waren das Hofkastenamt Bayreuth (4 Halbhöfe, 5 Viertelhöfe, 2 Sölden, 4 Söldengüter, 1 Söldengütlein mit Zapfenschenke, 1 Tropfsölde, 4 Tropfhäuser, 1 Tropfhaus mit Schmiede, 1 Haus, 1 Wohnhaus), die Verwaltung Glashütten (1 Söldengütlein), die Superintendentur Bayreuth (1 Söldengütlein), das Rittergut Danndorf (2 Halbhöfe) und das Rittergut Thurnau (1 Gut).
Von 1797 bis 1810 unterstand der Ort dem Justiz- und Kammeramt Bayreuth. Nachdem im Jahr 1810 das Königreich Bayern das Fürstentum Bayreuth käuflich erworben hatte, wurde Oberpreuschwitz bayerisch. Infolge des Gemeindeedikts wurde Oberpreuschwitz dem 1812 gebildeten Steuerdistrikt Eckersdorf zugewiesen. Zugleich entstand die Ruralgemeinde Oberpreuschwitz, zu der Teufelsgraben gehörte. Sie war in Verwaltung und Gerichtsbarkeit dem Landgericht Bayreuth zugeordnet und in der Finanzverwaltung dem Rentamt Bayreuth (1919 in Finanzamt Bayreuth umbenannt). In der freiwilligen Gerichtsbarkeit unterstanden zwei Anwesen bis 1836 dem Patrimonialgericht Danndorf und ein Anwesen bis 1848 dem Patrimonialgericht Thurnau. Mit dem Gemeindeedikt von 1818 erfolgte die Eingemeindung von Dörnhof und Unterpreuschwitz mit Wiesen. Ab 1862 gehörte Oberpreuschwitz zum Bezirksamt Bayreuth (1939 in Landkreis Bayreuth umbenannt). Die Gerichtsbarkeit blieb beim Landgericht Bayreuth (1879 in Amtsgericht Bayreuth umgewandelt). Die Gemeinde hatte eine Gebietsfläche von 5,391 km².
Im Zuge der Gebietsreform in Bayern wurde die Gemeinde Oberpreuschwitz am 1. Juli 1976 nach Bayreuth eingemeindet. Diese Maßnahme war nicht unumstritten und von den Oberpreuschwitzern mehrheitlich nicht gewollt. Letzter Bürgermeister der unabhängigen Gemeinde war der 1989 verstorbene Georg Schill.
Durch die Anlage von Neubaugebieten im Süden und Osten des einstigen Dorfkerns stieg die Einwohnerzahl in den letzten Jahrzehnten stark an.
Nach ca. einjähriger Bauzeit wurde im Juli 1992 das neue Feuerwehrhaus eingeweiht. Im September 2008 wurde in Oberpreuschwitz das Albert-Schweitzer-Hospiz eröffnet. Im April 2018 wurde bekannt, dass der Bach Preuschwitzerin nach Gülleeintrag Ende März biologisch tot ist.

### Baudenkmäler
- Kriegerdenkmal für die Gefallenen des Ersten Weltkrieges 1914–18

### Einwohnerentwicklung
Gemeinde Oberpreuschwitz
| Jahr      | 1822  | 1840   | 1852   | 1855   | 1861   | 1867   | 1871   | 1875   | 1880   | 1885   | 1890   | 1895   | 1900   | 1905   | 1910   | 1919   | 1925   | 1933   | 1939   | 1946   | 1950   | 1952   | 1961   | 1970   |
| Einwohner | 354   | 430    | 467    | 440    | 481    | 506    | 502    | 494    | 536    | 543    | 503    | 512    | 510    | 504    | 523    | 490    | 546    | 570    | 553    | 707    | 694    | 687    | 673    | 641    |
| Häuser    | 61    |        |        |        |        |        | 75     |        |        | 71     | 74     |        | 82     |        |        |        | 82     |        |        |        | 94     |        | 121    |        |
| Quelle    | [ 9 ] | [ 19 ] | [ 19 ] | [ 19 ] | [ 20 ] | [ 21 ] | [ 22 ] | [ 23 ] | [ 24 ] | [ 25 ] | [ 26 ] | [ 19 ] | [ 27 ] | [ 19 ] | [ 28 ] | [ 19 ] | [ 29 ] | [ 19 ] | [ 19 ] | [ 19 ] | [ 30 ] | [ 19 ] | [ 10 ] | [ 31 ] |

Ort Oberpreuschwitz
| Jahr      | 001819 | 001822 | 001861 | 001871 | 001885 | 001900 | 001925 | 001950 | 001961 | 001970 | 001987 | 002011 |
| Einwohner | 166    | 196    | 250    | 285    | 326    | 326    | 336    | 456    | 464    | 419    | 618    | 1210   |
| Häuser    |        | 32     |        |        | 42     | 50     | 49     | 58     | 81     |        | 162    |        |
| Quelle    | [ 32 ] | [ 9 ]  | [ 20 ] | [ 22 ] | [ 25 ] | [ 27 ] | [ 29 ] | [ 30 ] | [ 10 ] | [ 31 ] | [ 33 ] | [ 1 ]  |

## Religion
Oberpreuschwitz ist seit der Reformation evangelisch-lutherisch geprägt und nach St. Ägidius (Eckersdorf) gepfarrt.

## Verkehr
Die Preuschwitzer Straße führt in Richtung Innenstadt, die Dörnhofer Straße zum Gemeindeteil Dörnhof, wo sie auf die Heinersreuth mit Eckersdorf verbindende Kreisstraße BTs 14 stößt. Oberpreuschwitz und Dörnhof werden von der Stadtbuslinie 307 im Rahmen des Verkehrsverbundes Großraum Nürnberg (VGN) werktags tagsüber weitgehend im Halbstundentakt erschlossen.

## Vereine
- ASV Oberpreuschwitz e. V. 1921 mit knapp 600 Mitgliedern, wobei die Frauenfußballabteilung besonders im Nachwuchsbereich einige Erfolge erzielen konnte. So spielte die U17 einige Zeit lang in der Bayernliga, derzeit ist die Mannschaft in der Bezirksoberliga vertreten.
- Kindergartenverein mit einem Kindergarten
- Oberpreuschwitzer Freiwillige Feuerwehr
- Gesangverein
- Preuschwitzer Kunst Häusla (2021 gegründete Künstler-Plattform, gehostet derzeit auf Instagram)

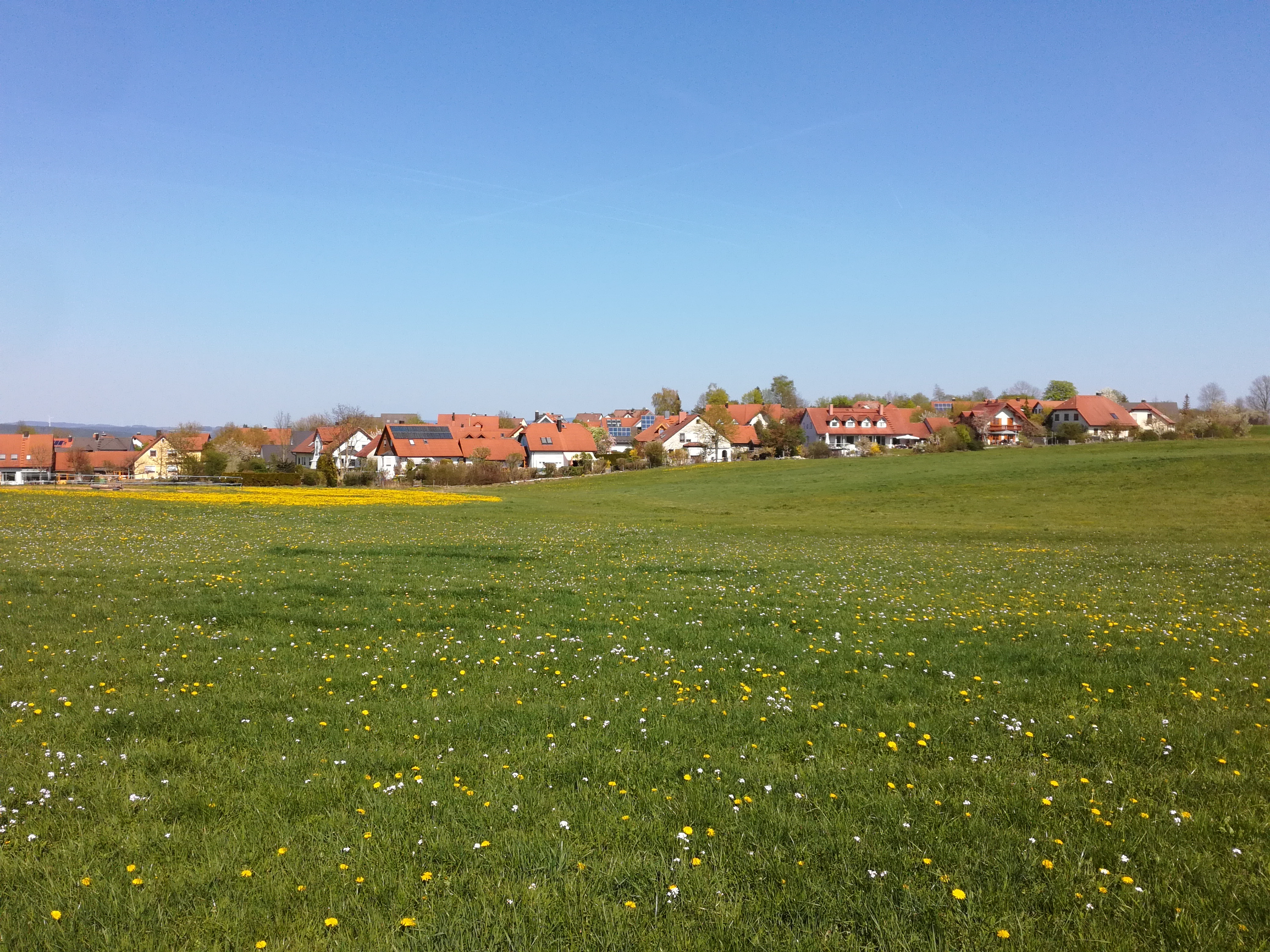
Neubaugebiet an der Grubstraße
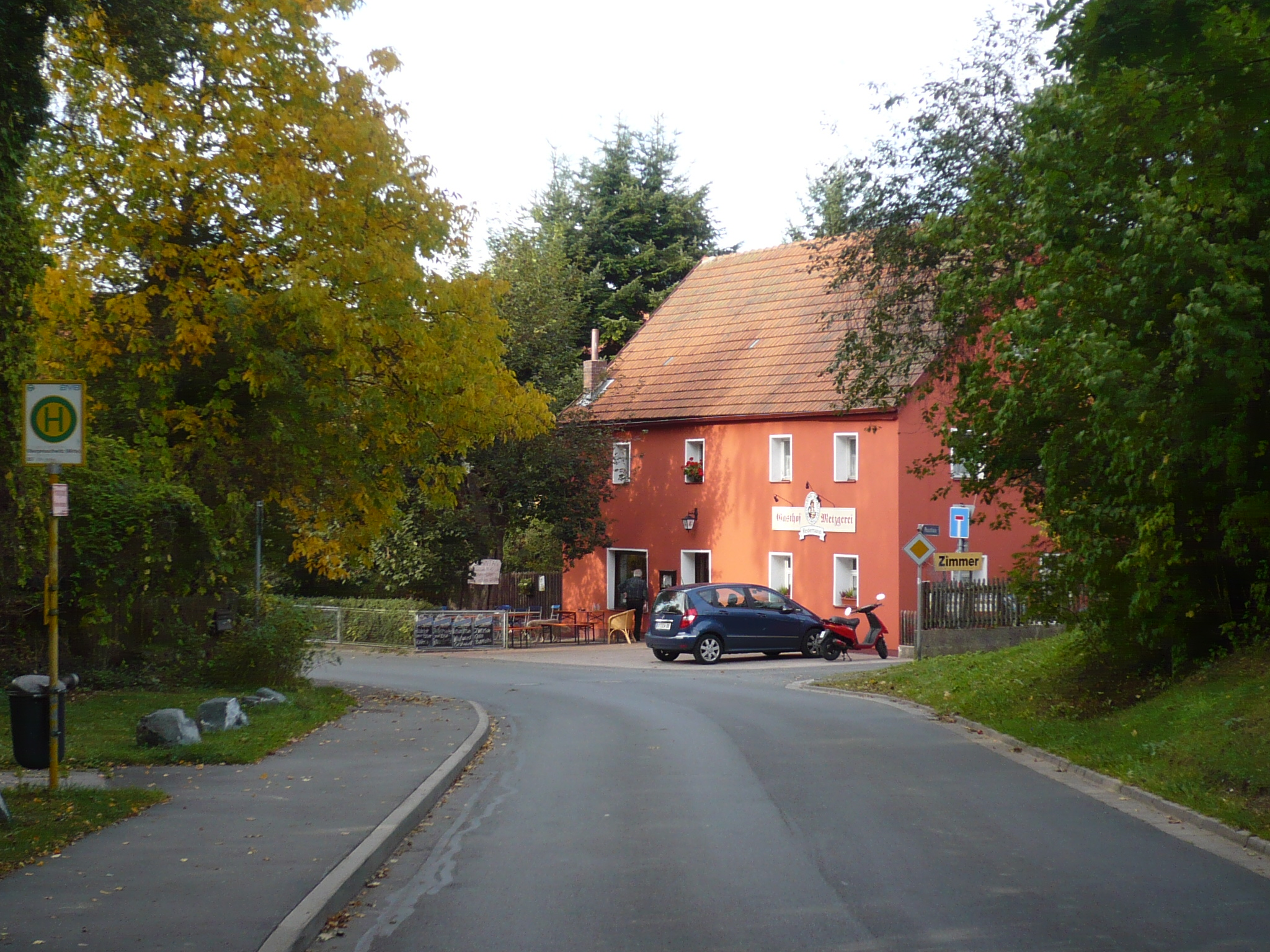
Gasthof im Tal der Preuschwitzerin
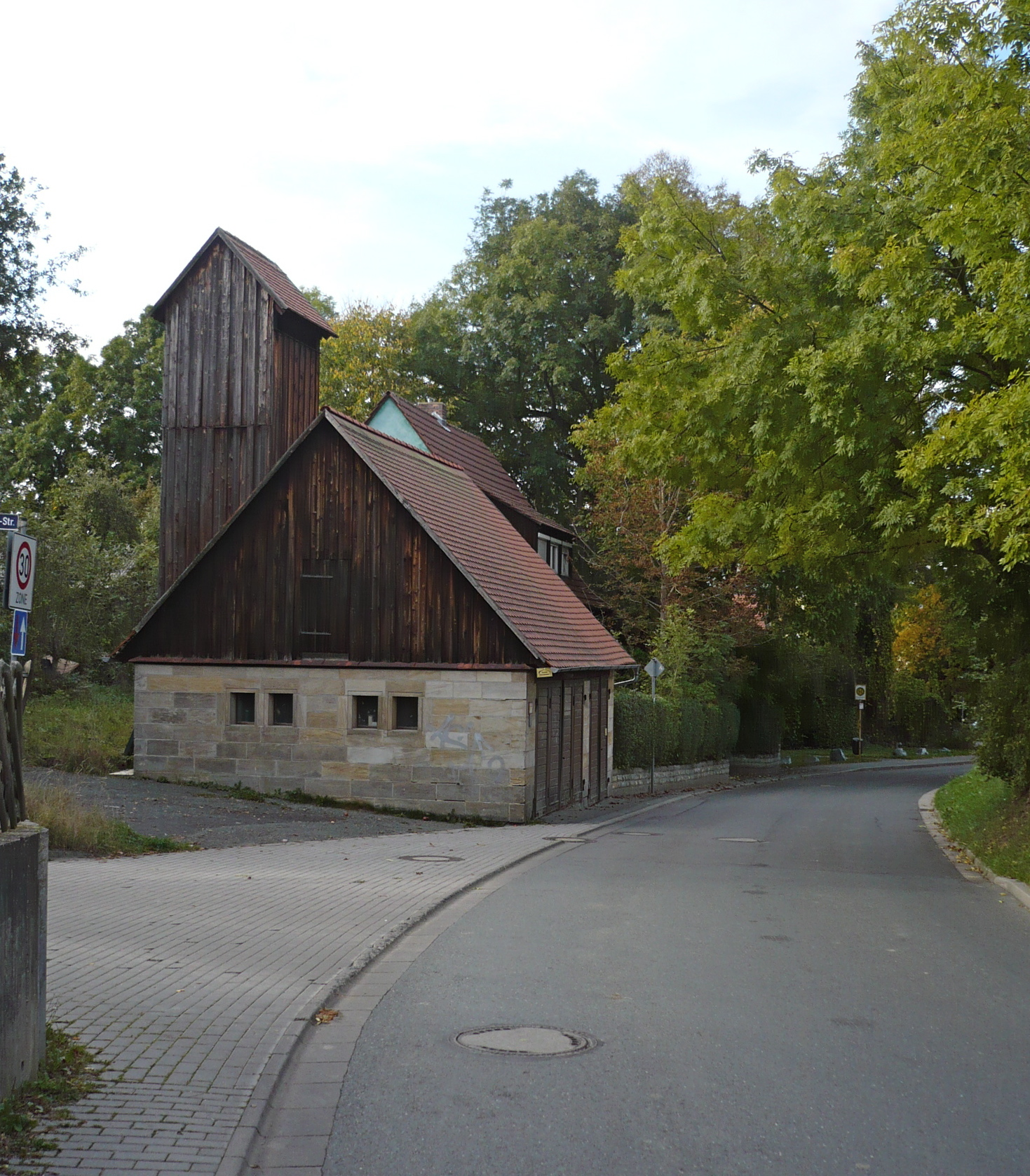
Altes Feuerwehrhaus